# کلمنت هفتم
پاپ کلِمِنت هفتم (به لاتین: Clement VII) (زادهٔ ۲۶ مهٔ ۱۴۷۸ - درگذشتهٔ ۲۵ سپتامبر ۱۵۳۴) که با نام اصلی جولیو دی جولیانو دو مدیچی یکی از پاپهای کلیسای کاتولیک بود که در فلورانس به‌دنیا آمد و از سال ۱۵۲۳ تا هنگام مرگش در سال ۱۵۳۴ میلادی پاپ بود. وی بود که به میکل‌آنژ سفارش نگارگری (نقاشی) واپسین داوری بر دیوار (نه سقف) پرستشگاه سیستین را داد. پیش از وی برای دو سال آدریان ششم و پیش از وی نیز برای هشت سال پسرعمویش پاپ لئون دهم جایگاه پاپی را دارا بودند.

## نگارخانه

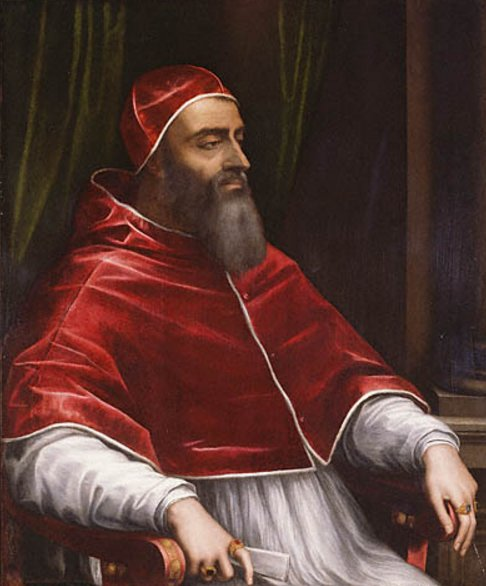